# Анемон (акторка)
Анн Еймо́н Бургіньйо́н (фр. Anne Aymone Bourguignon), відома як Анемо́н (фр. Anémone, 9 серпня 1950, Париж, Франція — 30 квітня 2019, Пуатьє) — французька акторка, сценаристка, політична діячка, лідерка зеленого руху. Лауреатка кінопремії «Сезар» 1988 року за найкращу жіночу роль у фільмі «Велике шосе» .

## Життєпис
Анн Еймон Бургіньйон народилася 9 серпня 1950 року у Парижі. Дитячі роки провела в Шато-Морас — у сімейному маєтку в Жиронді, поряд з містом Пюжоль-на-Сіроні.
Дебютувала в кіно у 18 років у головній ролі в короткометражному фільмі режисера Філіпа Гарреля «Анемона» (1968). Ім'я головної героїні фільму Анемо́н і стало згодом псевдонімом акторки. Деякий час жила у Реймсі, де відвідувала театральні курси Робера Оссейна.
З 1979 року виступає на театральній сцені. Грала в паризькому театрі-кафе «Сплендід» (фр. Le Splendid), потім працювала в театрах Парижа та Брюсселя.
На початку кар'єри Анемон виконувала ролі сучасниць, знімалася у невеликих, але яскравих ролях в комедіях та мелодрамах. У 1980-і роки стала виконувати провідні й головні ролі у фільмах. На початку 1980-х років Анемон ввійша до числа провідних комедійних акторок французького кінематографу. У другій половині 1980-х акторка розширила творчий діапазон, виконуючи, нарівні з комедійними, і драматичні ролі.
У 1985 році Анемон написала сценарій до фільму «Весілля століття», в якому виконала головну роль.
Анемон кілька разів була номінована на престижну французьку кінопремію «Сезар» та отримала її у 1988 за роль Марсель у стрічці Жана-Лу Юбера «Велике шосе».
Живе у Парижі, одружена, має двох дітей.

## Фільмографія (вибіркова)
| Рік       |    | Українська назва                     | Оригінальна назва                        | Роль                                             |
| --------- | -- | ------------------------------------ | ---------------------------------------- | ------------------------------------------------ |
| 1958—1992 | с  | За останні п'ять хвилин              | Les cinq dernières minutes               | Лілі                                             |
| 1968      | ф  | Анемона                              | Anémone                                  | Анемона                                          |
| 1970      | ф  | Будинок                              | La maison                                |                                                  |
| 1972      | ф  | Я, ти, вони                          | Je, tu, elles...                         |                                                  |
| 1976      | ф  | Бережіть очі!                        | Attention les yeux!                      | Єва                                              |
| 1976      | ф  | Комп'ютер для похоронів              | L'ordinateur des pompes funèbres         |                                                  |
| 1976      | ф  | Біжи за мною, щоб я тебе упіймала    | Cours après moi que je t'attrape         | асистентка в кіно                                |
| 1976      | ф  | І слони бувають невірні              | Un éléphant ça trompe énormément         | конс'єржка                                       |
| 1977      | ф  | Пара свідків                         | Le couple témoin                         | Клодін                                           |
| 1977      | ф  | Ви не отримаєте Ельзас та Лотарингію | Vous n'aurez pas l'Alsace et la Lorraine | кузина Люсьєна                                   |
| 1978      | ф  | Брудний мрійник                      | Sale rêveur                              | Колетт                                           |
| 1978      | ф  | Давай, мамо                          | Vas — y maman                            | сценаристка                                      |
| 1978—1986 | с  | Нічні лікарі                         | Médecins de nuit                         |                                                  |
| 1979      | тф | Кафе дурості: З Марселем Амоном      | Café follies: Avec Marcel Amont          | Гігі                                             |
| 1979      | ф  | О, Мадіана                           | O Madiana                                |                                                  |
| 1979      | ф  | Французькі листівки                  | French Postcards                         | Кристіна                                         |
| 1979      | ф  | Ставки зроблені                      | Rien ne va plus                          |                                                  |
| 1979      | с  | 400 витівок Вірджіні                 | Les 400 coups de Virginie                | Марі / Гілен                                     |
| 1980      | ф  | Певні новини                         | Certaines nouvelles                      | Марі / Аннік                                     |
| 1980      | ф  | Я хочу перерви!!!                    | Je vais craquer!!!                       | Ліліана                                          |
| 1980      | ф  | Дивовижний день                      | Une merveilleuse journée                 | Деокаді                                          |
| 1981      | ф  | Заходь — я живу у подруги            | Viens chez moi, j'habite chez une copine | Адрієнна                                         |
| 1981      | тф |                                      | La guerre des insectes                   | Анаїс                                            |
| 1981      | ф  | Вовча паща                           | La gueule du loup                        | Вів'єн                                           |
| 1981      | ф  | Кльові дівчата                       | Les babas Cool                           | Александра                                       |
| 1982      | ф  | Мою дружину звуть Повернися          | Ma femme s'appelle reviens               | Надін                                            |
| 1982      | ф  | Мільйон — не гроші                   | Pour 100 briques t'as plus rien...       | Ніколь                                           |
| 1982      | ф  | Дід Мороз — відморозок               | Le père Noël est une ordure              | Тереза                                           |
| 1982      | ф  | Чверть години по-американски         | Le quart d'heure américain               | Бонні                                            |
| 1983      | ф  | Чоловік по мені                      | Un homme à ma taille                     | Бабетта                                          |
| 1985      | тф | Дід Мороз — сміття                   | Le père Noël est une ordure              | Тереза                                           |
| 1985      | ф  | Діточки                              | Les nanas                                | Оділь                                            |
| 1985      | ф  | Сцени з життя                        | Tranches de vie                          | Сесіль / Елен                                    |
| 1985      | ф  | Небезпека у будинку                  | Péril en la demeure                      | Едвіж Людьє                                      |
| 1985      | ф  | Весілля століття                     | Le mariage du siècle                     | принцеса Шарлотта                                |
| 1986      | ф  | Я тебе кохаю                         | I Love You                               | Баббара                                          |
| 1987      | ф  | Велика дорога                        | Le grand chemin                          | Марсель                                          |
| 1987      | ф  | Курка і смажена картопля             | Poule et frites                          | Беатріс                                          |
| 1988      | ф  | У пошуках скрипок                    | Envoyez les violons                      | Ізабель Фурньє                                   |
| 1988      | ф  | Без страху і докору                  | Sans peur et sans reproche               | Роза                                             |
| 1989      | ф  | Запасні поцілунки                    | Les baisers de secours                   | Міношетт                                         |
| 1989      | ф  | Божевільна мавпочка                  | El sueño del mono loco                   | Маріанна                                         |
| 1989      | ф  | Занзібар                             | Zanzibar                                 | Жінка в помаранчевій сукні на церемонії «Сезара» |
| 1990      | ф  | Мама                                 | Maman                                    | Лулу                                             |
| 1990      | ф  | Після після — завтра                 | Après après – demain                     | Ізабель                                          |
| 1990      | ф  | Літаючі діти                         | Les enfants volants                      | Сюзанна                                          |
| 1992      | ф  | Прекрасна історія                    | La belle histoire                        | мадам Десжарден                                  |
| 1992      | ф  | І маленький принц сказав             | Le petit prince a dit                    | Мелані                                           |
| 1992      | ф  | Моя сестра, моя любов                | Ma soeur, mon amour                      | Лаура Беконкур                                   |
| 1993      | ф  | Підтяжка обличчя                     | Coup de jeune                            | Мюріель                                          |
| 1993      | ф  | Риба-місяць                          | Poisson – lune                           | Анна                                             |
| 1994      | ф  | Для маленьких радощів                | Aux petits bonheurs                      | Елен                                             |
| 1994      | ф  | Не занадто набожна                   | Pas très catholique                      | Максім Шабріє                                    |
| 1994      | с  | 3000 сценаріїв проти вірусу          | 3000 scénarios contre un virus           | мати                                             |
| 1996      | ф  | Гарний кидок                         | L'échappée belle                         | Жанін, суддя                                     |
| 1996      | ф  | Діти негідника                       | Enfants de salaud                        | Сільветта                                        |
| 1996      | ф  | Сім'я Бідошон                        | Les bidochon                             | Раймонда Бідошон                                 |
| 1996      | ф  | Крик шовку                           | Le cri de la soie                        | Сесіль                                           |
| 1997      | ф  | Мішень                               | La cible                                 | Клара, морфопсихолог                             |
| 1997      | ф  | Маркіза                              | Marquise                                 | сусідка                                          |
| 1998      | ф  | Лотрек                               | Lautrec                                  | графиня Адель де Тулуз-Лотрек                    |
| 1999      | ф  | Людина мого життя                    | L'homme de ma vie                        | Соланж                                           |
| 2000      | ф  |                                      | Passeurs de rêves                        | Катріна                                          |
| 2001      | ф  | Салон магії                          | Voyance et manigance                     | Жаклін                                           |
| 2002      | ф  | Мою дружину звуть Моріс              | Ma femme... s'appelle Maurice            | Клер Труабаль                                    |
| 2004      | ф  | Це не я, це інший                    | C'est pas moi, c'est l'autre             | Карлотта Лучані                                  |
| 2005—2008 | с  | Венера і Аполлон                     | Vénus & Apollon                          | Анна-Марі Бургіньйон                             |
| 2005      | ф  | Викрадачка                           | La ravisseuse                            | Леонс                                            |
| 2005      | ф  | Сусід, сусідка                       | Voisins, voisines                        | мадам Гонзалес                                   |
| 2006      | ф  | Джунглі                              | La jungle                                | мати Матіаса                                     |
| 2006      | тф | Головна битва                        | Bataille natale                          | Франсуаза Дарсі                                  |
| 2007      | ф  | Мій чоловік                          | Mon homme                                | комісар                                          |
| 2009      | ф  | Маленький Ніколя                     | Le petit Nicolas                         | мадемуазель Лаварен                              |
| 2010      | ф  | Секретне кохання                     | Les amours secrètes                      | Марго                                            |
| 2010      | ф  | Полін і Франсуа                      | Pauline et François                      | Елен, мати Поліни                                |
| 2010      | тф | Мадемуазель Дро                      | Mademoiselle Drot                        | мадам Шамбар-Мартен                              |
| 2010      | ф  | Таємні пристрасті                    | Les amours secretes                      | Марго                                            |
| 2011      | тф | Великий ресторан 2                   | Le grand restaurant II                   | вдова убитого чоловіка                           |
| 2012      | ф  | Божевільні                           | Ouf                                      | доктор Воров                                     |
| 2013      | тф | Смертельне літо                      | Mortel été                               | мадам Спінеллі                                   |
| 2013      | тф | Малвіль                              | Malevil                                  | мадам Мену                                       |
| 2014      | ф  | Джек у царстві жінок                 | Jacky au royaume des filles              | головна                                          |
| 2014      | тф | Досить брехні                        | Un si joli mensonge                      | Луїза                                            |
| 2014      | ф  | Книга заклинань Аркандіаса           | Le grimoire d'Arkandias                  | Маріон Буше                                      |
| 2015      | ф  |                                      | Je suis à vous tout de suite             | Сімона                                           |

## Ролі в театрі
- 1972 … «В'язниця» / La Prison (Жорж Сіменон)
- 1977 … «Elles… Steffy, Pomme, Jane et Vivi» (Pam Gems)
- 1978 … «Contumax» (Dorian Paquin)
- 1979 … «Le Père Noël est une ordure»
- 1979 … «Каприз» / Un caprice (Альфред де Мюссе, реж. Анемон)
- 1982 … «Освіта Рити» / L'Éducation de Rita (Віллі Рассел)
- 1987 … «On purge bébé» (Жорж Фейду)
- 1990 … «Дві жінки і няня-привид» / Deux femmes pour un fantôme et La Baby-sitter (Рене де Обалдіа)
- 1996 … «Potins d'enfer» (Jean-Noël Fenwick)
- 1999—2001 … «Скупий» / L'Avare (Мольєр)
- 2004 … «У нашому маленькому містечку» / Dans notre petite ville (Альдо Ніколаї)
- 2006 … «Мадемуазель Вернер» / Mademoiselle Werner (Клод Буржекс)

## Визнання
| Рік            | Категорія                      | Фільм                    | Результат |
| -------------- | ------------------------------ | ------------------------ | --------- |
| Премія «Сезар» |                                |                          |           |
| 1986           | Найкраща акторка другого плану | Небезпека у будинку      | Номінація |
| 1988           | Найкраща акторка               | Велика дорога            | Перемога  |
| 1993           | Найкраща акторка               | І маленький принц сказав | Номінація |
| 1995           | Найкраща акторка               | Не занадто набожна       | Номінація |
| 1999           | Найкраща акторка другого плану | Лотрек                   | Номінація |